# Warken (Luksemburg)
Warken (lb. Waarken) – wieś (Uertschaft) w środkowym Luksemburgu, w kantonie Diekirch, w gminie Ettelbruck. Do 3 października 2015 miejscowość leżała w dystrykcie Diekirch. Wieś zamieszkuje 1507 osób (1 stycznia 2023).